# ملك بركات علي
ملك بركات علي (1 أبريل 1886 - 5 أبريل 1946) سياسي ومحامي وصحفي هندي مسلم خلال الهند البريطانية، وأحد ناشطي حركة باكستان.

## حياته السياسية
انضم مالك بركات علي إلى رابطة المسلمين في مقاطعة البنجاب في عام 1916، واستلهم الأفكار القومية الإسلامية من محمد إقبال، وانتخب في الجمعية التشريعية للبنجاب عام 1937 لعضوية رابطة مسلمي عموم الهند ومثل وحده الرابطة في معارضة الحزب الاتحادي في البنجاب لمدة 7 سنوات في الجمعية.

### قرار باكستان
في مارس 1940 تمت الموافقة على قرار لاهور لتأسيس باكستان تحت قيادة محمد علي جناح. وشارك ملك بركات كعضو في لجنة العمل في رابطة مسلمي عموم الهند. وفي سنواته الأخيرة كان معجبًا للغاية بسيد عطا الله شاه بخاري، وخضع لتغيير فكري كبير، وانضم إلى مجلس أحرار الإسلام.

## وفاته
توفي ملك بركات علي في 5 أبريل 1946 في لاهور أثناء مرافعته في المحكمة.